# زان بيلينيوك
زان بيلينيوك هو مصارع وسياسي أوكراني.ولد في كييف في 24 يناير 1991 لأم أوكرانية وأب رواندي،والده كان طيار وتوفي أثناءالحرب الأهلية الرواندية. بدأ المصارعة في 2000 عندما كان يبلغ 9 سنوات.
فاز زان بمقعد في المجلس الأعلى الأوكراني في أنتخابات 2019 عن حزب خادم الشعب.

## روابط خارجية
- زان بيلينيوك على موقع قاعدة بيانات المصارعة الدولية (الإنجليزية)
- زان بيلينيوك على موقع اللجنة الأولمبية الدولية (الإنجليزية)
- زان بيلينيوك على موقع أوليمبيديا (الإنجليزية)